# Journal of Cleaner Production
Das Journal of Cleaner Production ist eine in 18 Ausgaben jährlich erscheinende begutachtete wissenschaftliche Fachzeitschrift, die seit 1993 von Elsevier herausgegeben wird. Chefredakteur ist Donald Huisingh von der University of Tennessee.
Die Zeitschrift ist transdisziplinär ausgerichtet und veröffentlicht Forschungsarbeiten, die sich mit einer umweltschonenderen Produktionsweise auseinandersetzen. Sie zielt auf Innovationen im Produktionsprozess, neue und verbesserte Produkte sowie die Einführung umweltschonenderer Strukturen, Systeme und Prozesse ab.
Der Impact Factor lag im Jahr 2016 bei 5,715, der fünfjährige Impact Factor bei 6,207. Damit lag die Zeitschrift beim zweijährigen Impact Factor auf Rang 5 von 31 wissenschaftlichen Zeitschriften in der Kategorie „grüne und nachhaltige Wissenschaft und Technologie“, auf Rang 17 von 229 Zeitschriften in der Kategorie Umweltwissenschaften sowie auf Rang 6 von 49 Zeitschriften in der Kategorie Umweltingenieurwissenschaften.
Die Herausgeber des Web of Science nannten das Journal of Cleaner Production für das Jahr 2020 als eine von mehreren Zeitschriften mit einer sehr ungewöhnlich großen Anzahl von Selbst-Zitierungen.